# Monte Canin (canto degli alpini)
Monte Canino è un canto popolare che fa riferimento al Monte Canin in provincia di Udine, teatro, durante la prima guerra mondiale, di aspri combattimenti tra l'esercito italiano e quello austriaco. anno di composizione 1916. Esso racconta e documenta ancor oggi le sofferenze degli alpini nel corso dell'estenuante guerra di posizione in cui gli eserciti contendevano palmo a palmo i terreni più impervi, costretti a combattere e a morire di ferite o di stenti a 2.500 metri di quota.